# Thomas Brussig

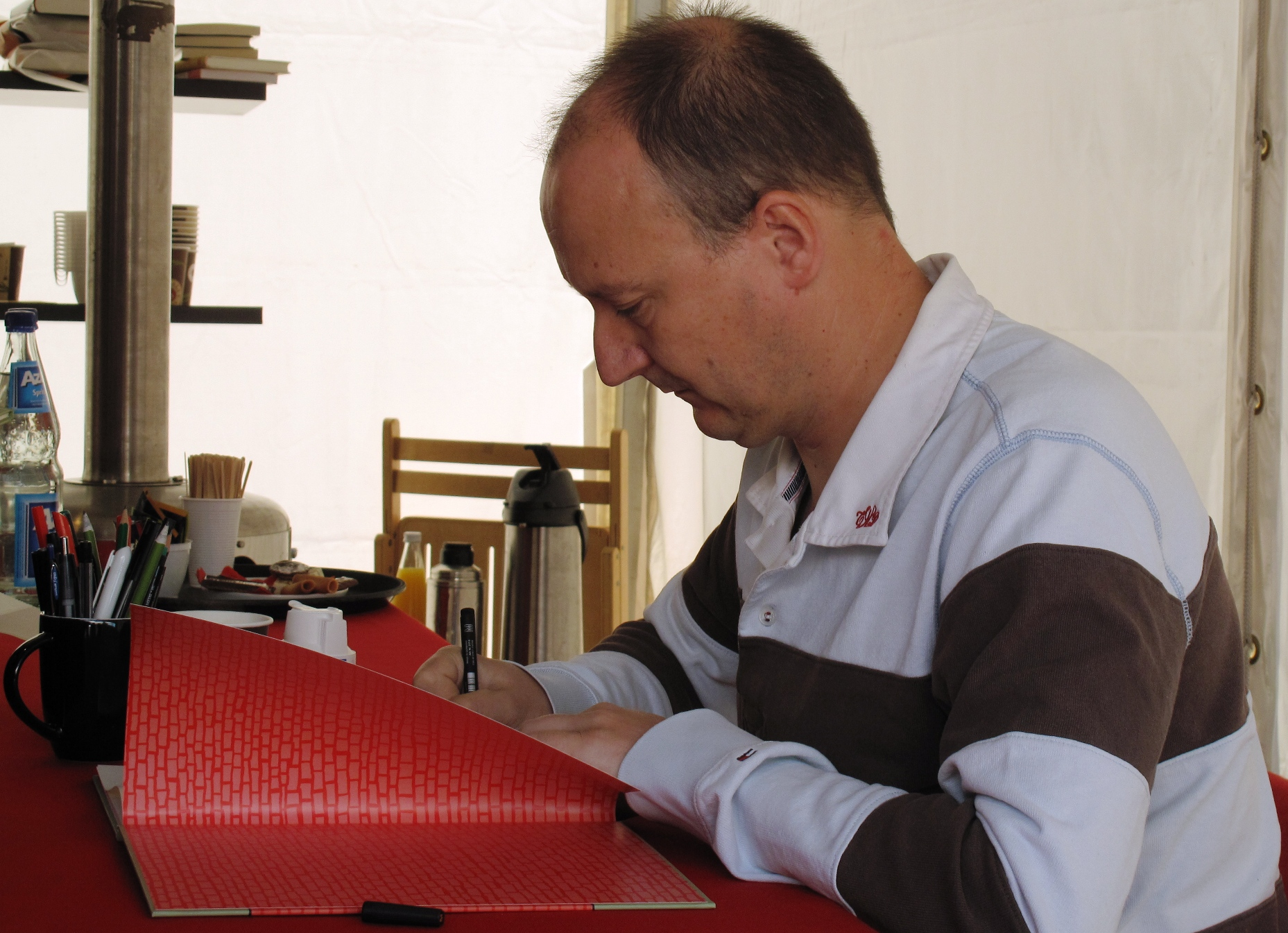
Brussig in 2011

Thomas Brussig (Berlijn, 19 december 1964) is een Duits schrijver van romans en draaiboeken.
Brussig groeide op als staatsburger van de DDR in het oostelijke stadsdeel van Berlijn, waar hij de Heinrich-Hertz-Oberschule bezocht en een opleiding als bouwvakker volgde. Beide opleidingen voltooide hij in 1984, waarna hij, zeer tegen zijn zin, zijn legerdienst deed. Tot 1990 had hij verschillende banen, onder andere als afwasser, museumbewaker, gids, fabrieksarbeider en portier. In 1990 ging hij aan de Freie Universität Berlin sociologie studeren, maar trok na drie jaar naar de filmacademie van Babelsberg. In 2000 studeerde hij af als dramaturg voor film en televisie.
Het werk van Thomas Brussig is sterk satirisch; het behandelt op ironische wijze de problemen die de laatste generaties Oost-Duitsers ondervinden in het herenigde Duitsland. Am kürzeren Ende der Sonnenallee en Helden wie wir werden verfilmd; voor de film Sonnenallee, geregisseerd door Leander Haußmann, ontving hij de draaiboekprijs van de Duitse bondsregering. Helden wie wir werd eveneens voor het theater en als hoorspel bewerkt. In 2005 schreef hij eveneens het draaiboek voor Haußmanns film NVA, en met Edgar Reitz schreef hij samen het boek bij de ARD-reeks Heimat 3 - Chronik einer Zeitenwende.
Brussig is gehuwd met Kirstin Ziller. Zijn boeken werden in 28 talen vertaald en zijn vrijwel allemaal bestsellers. Als zelfstandig auteur woont hij in Berlijn en Mecklenburg; hij houdt wereldwijd voordrachten en zetelt in verschillende jury's. Daarnaast is hij lid van de groep Lübeck 05 en doceert hij aan universiteiten en hogescholen in Duitsland en daarbuiten.

## Werken
- 1991 Wasserfarben
- 1995 Helden wie wir
- 1999 Am kürzeren Ende der Sonnenallee
- 2001 Leben bis Männer
- 2004 Wie es leuchtet
- 2007 Berliner Orgie
- 2007 Schiedsrichter Fertig